# Suzanne Côté
Suzanne Côté (* 21. September 1958 in Gaspé, Québec) ist eine kanadische Juristin. Sie ist seit 2014 Richterin am Obersten Gerichtshof Kanadas.

## Leben und Wirken
Côté studierte Rechtswissenschaften an der Universität Laval. 1981 wurde sie zur Anwaltschaft von Québec zugelassen und praktizierte in der Folge als Rechtsanwältin in ihrer Heimatstadt Gaspé. 1988 schloss sie sich der Torontoer Niederlassung der Anwaltskanzlei Stikeman Elliott an, wo sie zuletzt die Prozessabteilung leitete und sich insbesondere auf Zivil- und Handelsstreitigkeiten spezialisiert hatte. 2010 wechselte sie als Partnerin in die Kanzlei Osler, Hoskin & Harcourt. Hier vertrat sie unter anderem Kanadas größten Tabakkonzern, als dieser von einer Gruppe von Rauchern auf 27 Milliarden Dollar verklagt wurde. In anderen Fällen trat sie auch vor allen oberen kanadischen Gerichten auf.
Am 27. November 2014 wurde Côté von Premierminister Stephen Harper zur Richterin am Obersten Gerichtshof Kanadas ernannt. Hier erwarb sie sich im Lauf der Jahre durch abweichende Auffassungen etwa in einer Entscheidung über den Indian Act einen Ruf als „Dissenter“.
Ihre Amtszeit am Obersten Gerichtshof Kanadas wird planmäßig mit dem Erreichen der Altersgrenze von 75 Jahren am 21. September 2033 enden. Sie ist mit dem Montrealer Rechtsanwalt Gérald R. Tremblay verheiratet.